# Liste der Naturdenkmale in Thaleischweiler-Fröschen
Die Liste der Naturdenkmale in Thaleischweiler-Fröschen nennt die im Gemeindegebiet von Thaleischweiler-Fröschen ausgewiesenen Naturdenkmale (Stand 23. Mai 2024).

## Naturdenkmale
| Nr.         | Bezeichnung | Lage                                                             | Beschreibung        | Bild                                    |
| ----------- | ----------- | ---------------------------------------------------------------- | ------------------- | --------------------------------------- |
| ND-7340-291 | Saufelsen   | Thaleischweiler, nordöstlich des Ortes in der Rieslochklamm Lage | Buntsandsteinfelsen | Direkt Bild zu diesem Denkmal hochladen |